# Ylva Forner
Ylva Forner, född Lundberg 25 juni 1979 i Skellefteå, är en svensk filmregissör, manusförfattare och filmproducent.

## Biografi
Forner inledde sin karriär i Barcelona där hon studerade regi vid Centre d’Estudis Cinematogràfics de Catalunya och skådespeleri vid La Casona – Formación del Actor. Efter sina studier skrev och regisserade hon sina första kortfilmer Polvo (2001), som hade premiär på Rooftop Film Festival i NYC, och Deshielo (2004).
Forners skådespelarkarriär började också ta fart, men hon insåg att hon drogs mer till filmskapandet och fortsatte sina filmstudier på Manuspiloterna Runö Folkhögskola samt studerade show-running för TV-serier på Stockholms konstnärliga högskola. Hon fick också det prestigefyllda stipendiet SWEA Los Angeles Scholarship, vilket ledde till att hon tillbringade en tid i USA, och gav henne möjlighet att fördjupa sina kunskaper om Los Angeles film- och tv-bransch.
År 2008 släpptes hennes första svenska kortfilm Greetings from Slussen, Sthlm, och de följande åren fortsatte hon att göra kortfilmer som utforskade mänskliga möten, bland annat Spel (2013) som valdes ut till Palm Springs Shortfest.
Forner representeras av Salomonsson Agency i Sverige, och av CAA i USA. 
Den 22 april 2022 hade filmen Magisterlekarna premiär, i regi av Forner. Den bygger på den erotiska queer-romanen med samma namn av Kristofer Folkhammar. Magisterlekarna premiärvisade på Göteborgs Filmfestival där den kallades stilistiskt fulländad, och den möttes av fina recensioner i svenska medier. 